# Cerro Verde
Der Cerro Verde oder Cuntetepeque ist ein erloschener Vulkan im Departamento Santa Ana, El Salvador.
In seinen Krater ist durch Erosion Humus eingetragen worden und er ist mit Nebelwald bedeckt.
Er befindet sich im Parque Natural Cerro Verde welcher vom Instituto Salvadoreño de Turismo verwaltet wird. Er bietet Aussicht auf die Vulkane Ilamatepec, Izalco und den Lago de Coatepeque.